# Basananthe subsessilicarpa
Basananthe subsessilicarpa är en passionsblomsväxtart som beskrevs av Jan Bevington Gillett och B. Verdcourt. Basananthe subsessilicarpa ingår i släktet Basananthe och familjen passionsblomsväxter. Inga underarter finns listade i Catalogue of Life.